# 유니버설시티/스튜디오시티역
유니버설 시티/스튜디오 시티역 (Universial City/Studio City Station, 구 유니버설시티)은 로스앤젤레스 군 광역철도의 빨간선역중 하나이다. 로스앤젤레스의 랭커심 대로(Lankershim Boulevard)와 유니버설 테라스 파크웨이(Universal Terrace Parkway)의 교차점에 위치하고 있다.

## 위치
유니버설시티/스튜디오시티 역은 스튜디오시티의 로스앤젤레스 인근, 특히 랭커심 대로, 캄포 데 카후엔가(Campo de Cahuenga), 유니버설 테라스 파크웨이 교차로에 자리 잡고 있다. 유니버설시티/스튜디오시티 역은 남쪽의 로스앤젤레스 분지와 북쪽의 샌페르난도밸리를 잇는다. 역에서 남동쪽으로는 할리우드 프리웨이(101번 국도) 맞은 편에 카후엔가 패스(Cahuenga Pass)가 있다. 카후엔가 패스는 101번 국도을 따라 상점, 레스토랑, 사무실로 구성되어 있으며, 고속도로와 평행한 카후엔가 대로(Cahuenga Boulevard)를 따라 있다.

## 유니버설 스튜디오
유니버설시티/스튜디오시티 역은 유니버설 스튜디오 할리우드(Universal Studios Hollywood) 테마파크와 유니버설 시티워킹(Universal CityWalk) 엔터테인먼트 단지를 제공한다. 또한 NBC 유니버설 스튜디오 단지와 10 유니버설 시티 플라자(10 Universal City Plaza) 건물이 포함되어 있다. 승객은 거리를 건너 유니버설 시티 셔틀 트램(Universal City Shuttle Tram)란 이름의 무료 셔틀 버스에 탑승하여 시티 워크(City Walk) 및 테마파크 및 스튜디오 자체로 이동할 수 있다. 보행자 통로는 원래 메트로에서 제안되었지만, 유니버설이 기획 비용 증가를 꺼리는 이유로 궁극적으로 무산되었다.
유니버설은 메트로와 함께 랭커심 대로와 유니버설 할리우드 드라이브(Universal Hollywood Drive)에 보행자 전용 교량을 건설했으며, 2016년 4월에 개장했다. NBC유니버설은 1950만 달러 프로젝트의 일부를 지원하기로 합의했으며, 나머지는 Proposition A를 통해 자금을 지원했다.

## 역사
빨간선의 MOS-3의 일부인, 유니버설시티/스튜디오시티 역은 할리우드/바인-노스할리우드간의 연장선의 일환으로 2000년 6월 24일에 개장했다. 그 중 후자는 북서쪽 종착역으로 남아있다.

## 역 구조
| 지상1층 | 길거리                          | 출입구 (내려감), 메트로 버스 정류장                                     |
| 지하1층 |                                 | 출입구 (올라감), 표 사는 곳, 개찰구                                     |
| 지하2층 | 빨간선                          | ← 할리우드/하일랜드 역 Hollywood/Highland Station → 유니언역행 (기점행) |
| 지하2층 | 섬식 승강장, 왼쪽 출입문이 열림 |                                                                         |
| 지하2층 | 빨간선                          | → 노스할리우드 역 North Hollywood Station → (종착점행)                  |

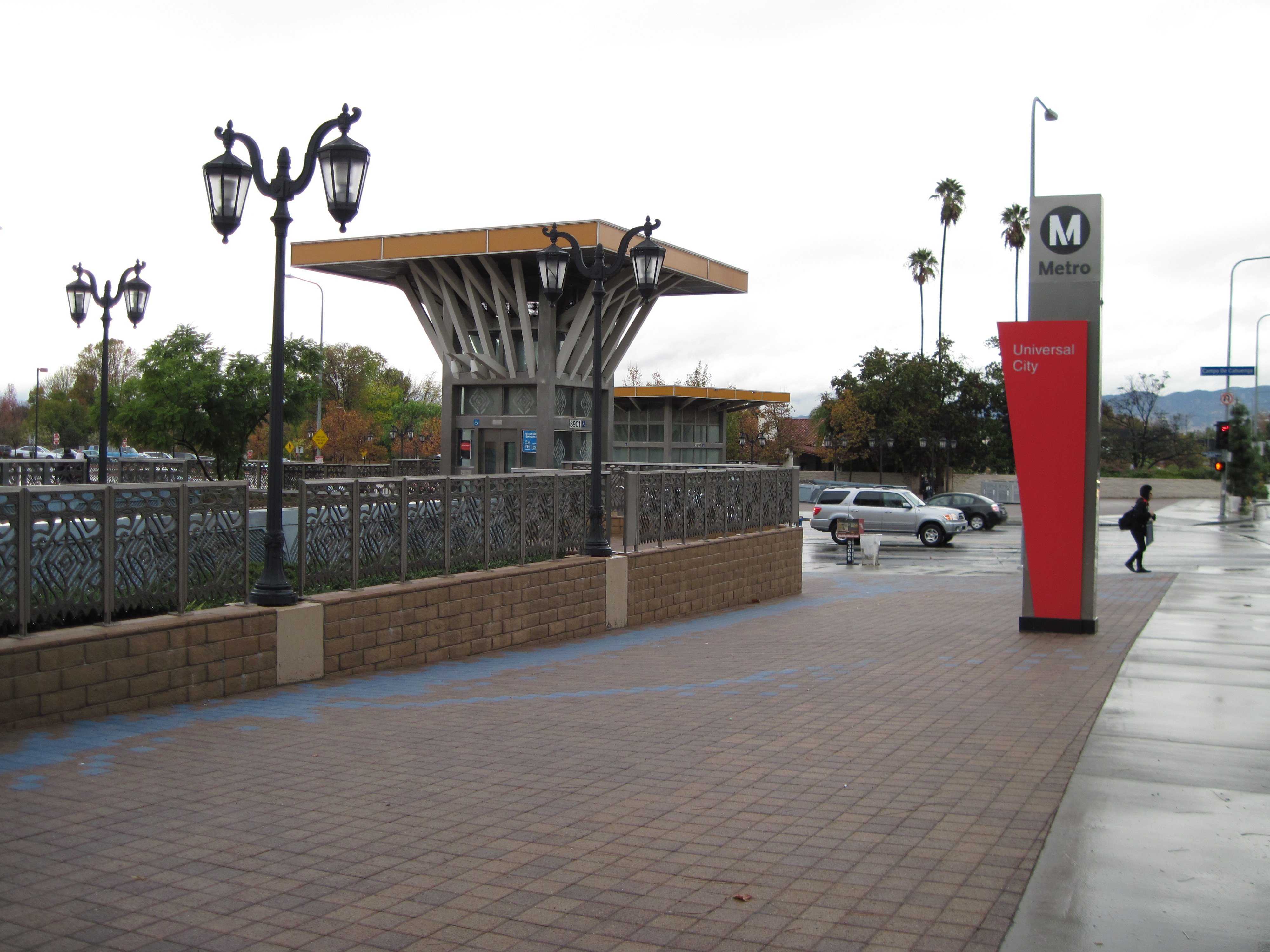
2004~2014년 디자인의 역 출구 및 폴사인

유니버설시티/스튜디오시티 역은 지하에 있으며, 캄포 데 카후엔가와의 교차로에서 블러 프사이드 드라이브(Bluffside Drive) 아래 있다. 랭커심 대로와 캄포 데 카후엔가 사이의 교차로 북서쪽과 남서쪽 구석에 있는 두 개의 출구로 이어진다.
역에는 파크 앤 라이드 주차 시설이 있다. 역에서 인접한 랭커심 대로의 서쪽에 있는 버스 정류장에서 정차하거나 종착하는 공용 버스 노선이 몇 개 있으며, 역 인근의 다른 버스 노선은 랭커심 대로의 동쪽으로 건너서 찾을 수 있다.

## 연결 가능한 대중교통
- 메트로 로컬: 150, 155, 224, 237, 240, 656 (심야 전용)
- 메트로 래피드: 750
- 유니버설 시티 셔틀 트램(Universal City Shuttle Tram) (유니버설 스튜디오 할리우드 & 유니버설 시티워크 행 무료 셔틀)